# 김민찬 (컬링 선수)
김민찬(1987년 2월 26일~)은 대한민국의 컬링 선수이다. 경상북도체육회 소속으로 활동하고 있다.